# Cmentarz wojenny nr 6 – Krempna
Cmentarz wojenny nr 6 w Krempnej – cmentarz z I wojny światowej znajdujący się we wsi Krempna w powiecie jasielskim, w gminie Krempna, zaprojektowany przez Dušana Jurkoviča. Jeden z ponad 400 zachodniogalicyjskich cmentarzy wojennych zbudowanych przez Oddział Grobów Wojennych C. i K. Komendantury Wojskowej w Krakowie. Należy do I Okręgu Cmentarnego Nowy Żmigród.

## Opis
W centrum cmentarza znajduje się pomnik wsparty na sześciu kamiennych filarach stojących w okręgu, podtrzymujących wieniec. Biegnący u góry betonowy wieniec został zrekonstruowany podczas ostatnich prac remontowych dzięki zaangażowaniu społeczników z różnych krajów. Zdobiące go miedziane liście dębu są darem  polskich i austriackich żołnierzy służących w siłach pokojowych ONZ na Wzgórzach Golan.
Na filarach umieszczono dwie kamienne tablice z inskrypcjami (tłum.): Choć umarliście - żyjecie w pamięci, w miłości i w błogosławieństwie pokoju oraz Walczyliśmy pierś w pierś, zmartwychwstaniemy ramię w ramię.
Pochowano tu 53 żołnierzy austro-węgierskich, 33 rosyjskich oraz 34 nieznanych żołnierzy. W większości byli to żołnierze ranni w walkach o utrzymanie pozycji nad Wisłoką zimą 1914 i zmarłych w szpitalu polowym, który mieścił się w domach w pobliżu cerkwi.
Cmentarz jest obiektem Szlaku Frontu Wschodniego I Wojny Światowej na obszarze województwa podkarpackiego.

## Galeria

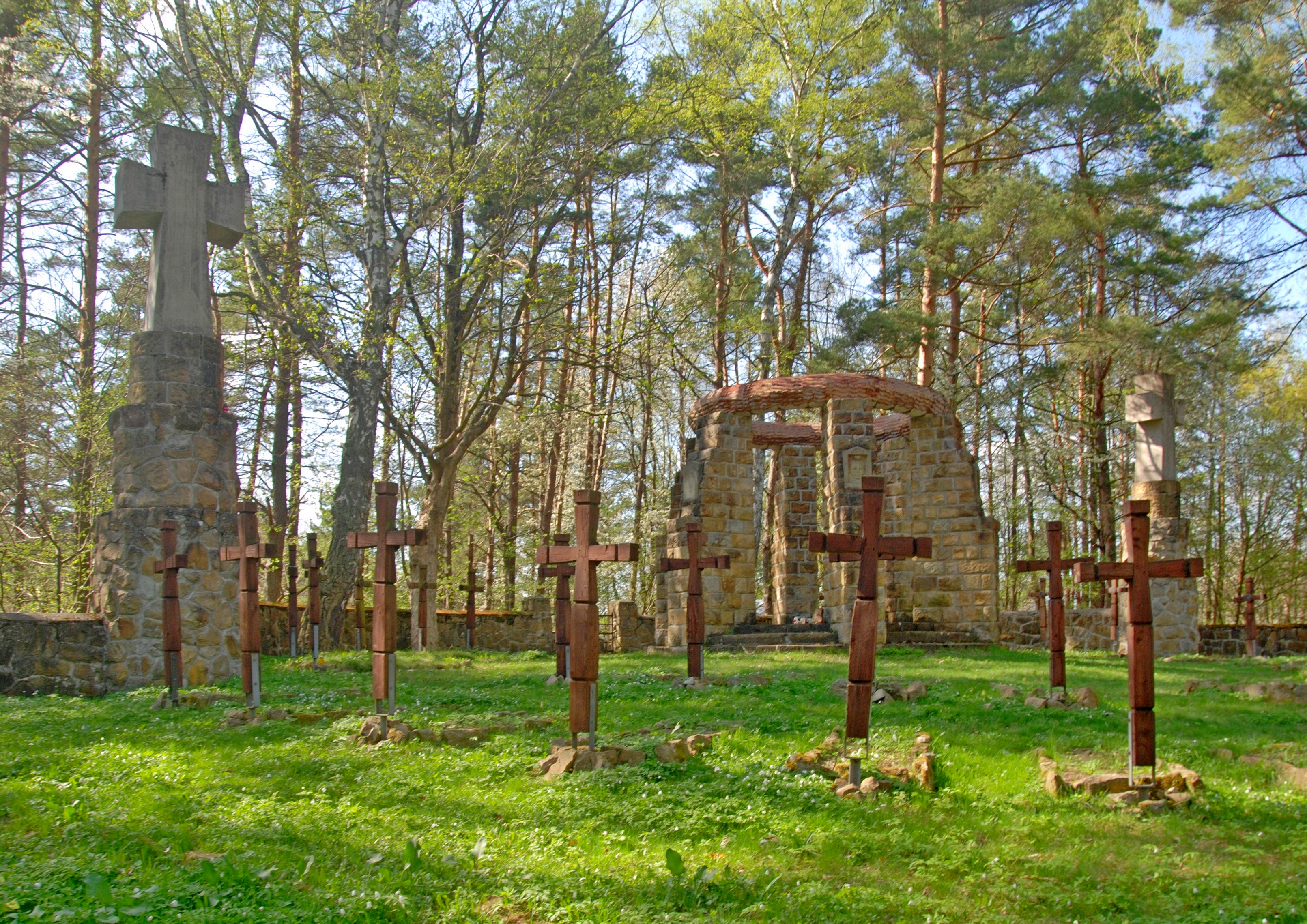
Widok ogólny
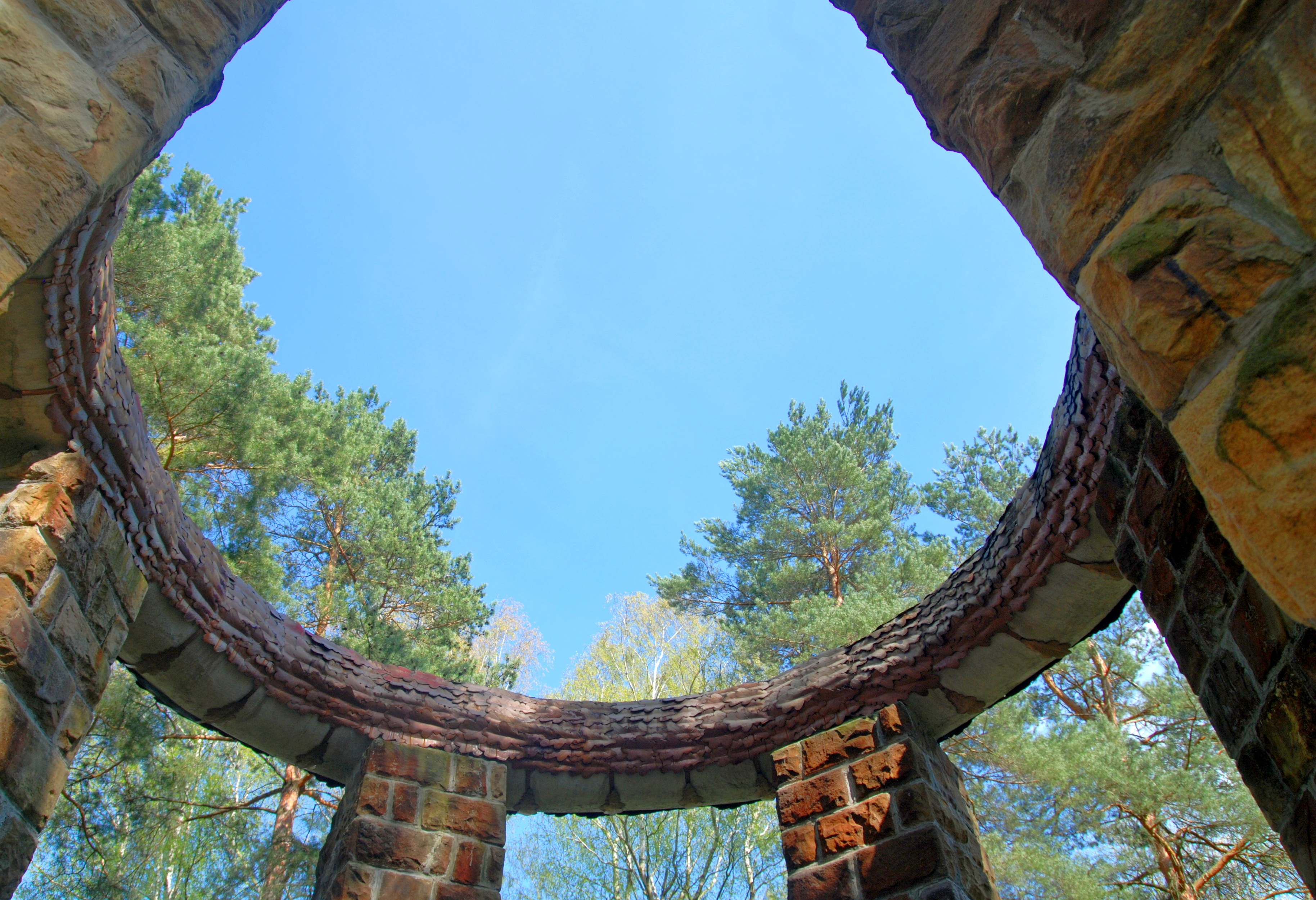
Wieniec na pomniku centralnym
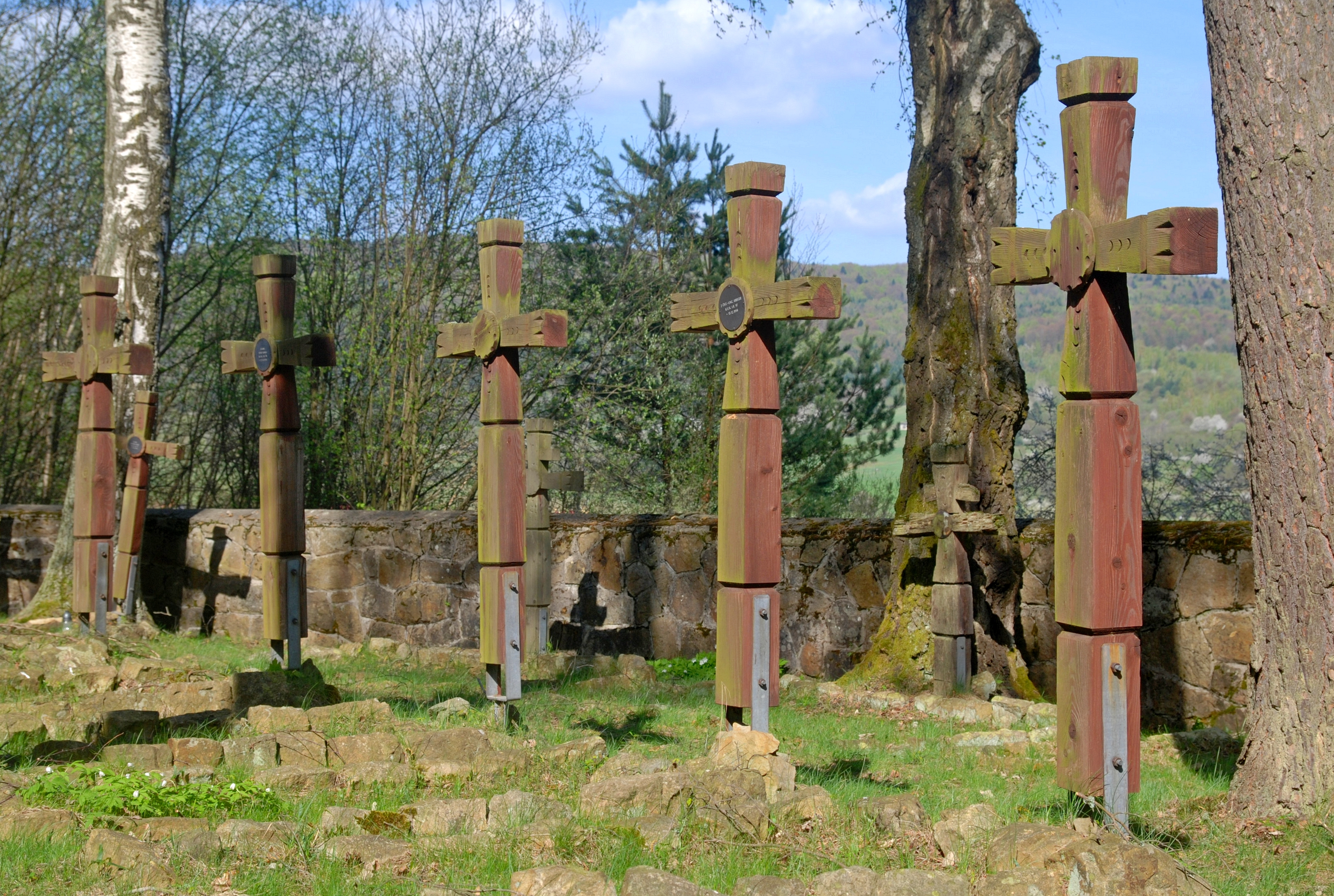
Krzyże